# Alexandrowsk (Perm)
Alexandrowsk (russisch Алекса́ндровск) ist eine Stadt in der Region Perm (Russland) mit 14.495 Einwohnern (Stand 14. Oktober 2010).

## Geographie
Die Stadt liegt an der Westflanke des Mittleren Urals, etwa 180 km nordöstlich der Regionshauptstadt Perm an der Lytwa, einem Fluss im Flusssystem der Kama.
Alexandrowsk ist Verwaltungszentrum des Rajons Alexandrowski und Sitz der Stadtgemeinde Alexandrowskoje gorodskoje posselenije, zu der neben der Stadt noch die Siedlungen Lunjewka, Lytwenski und Taly sowie die Dörfer Baschmaki, Malaja Wilwa und Ust-Lytwa gehören.
Die Stadt liegt an der Eisenbahnstrecke Tschussowoi – Kisel – Solikamsk (Station Kopi).

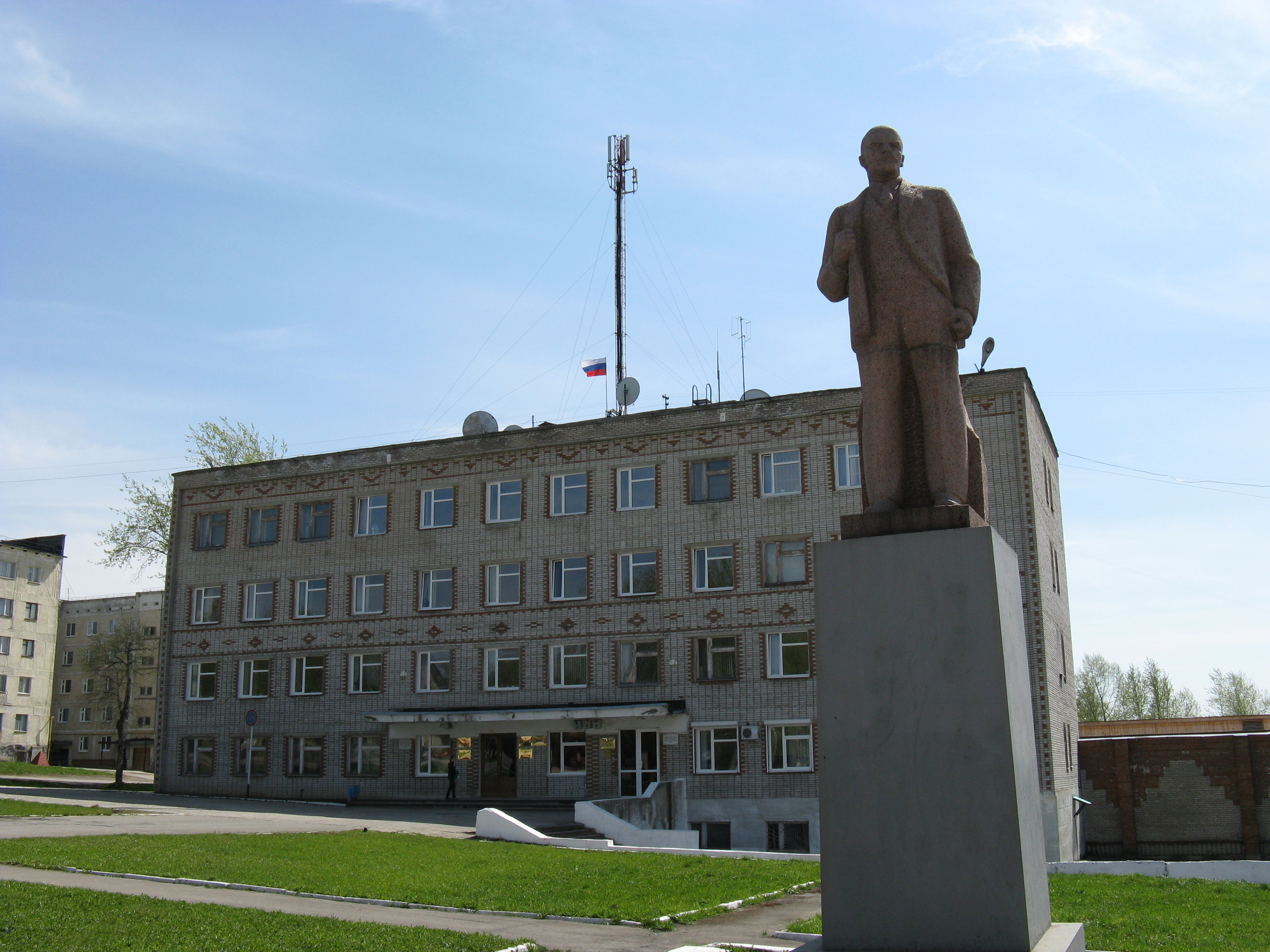
Gebäude der Stadtverwaltung und Lenindenkmal
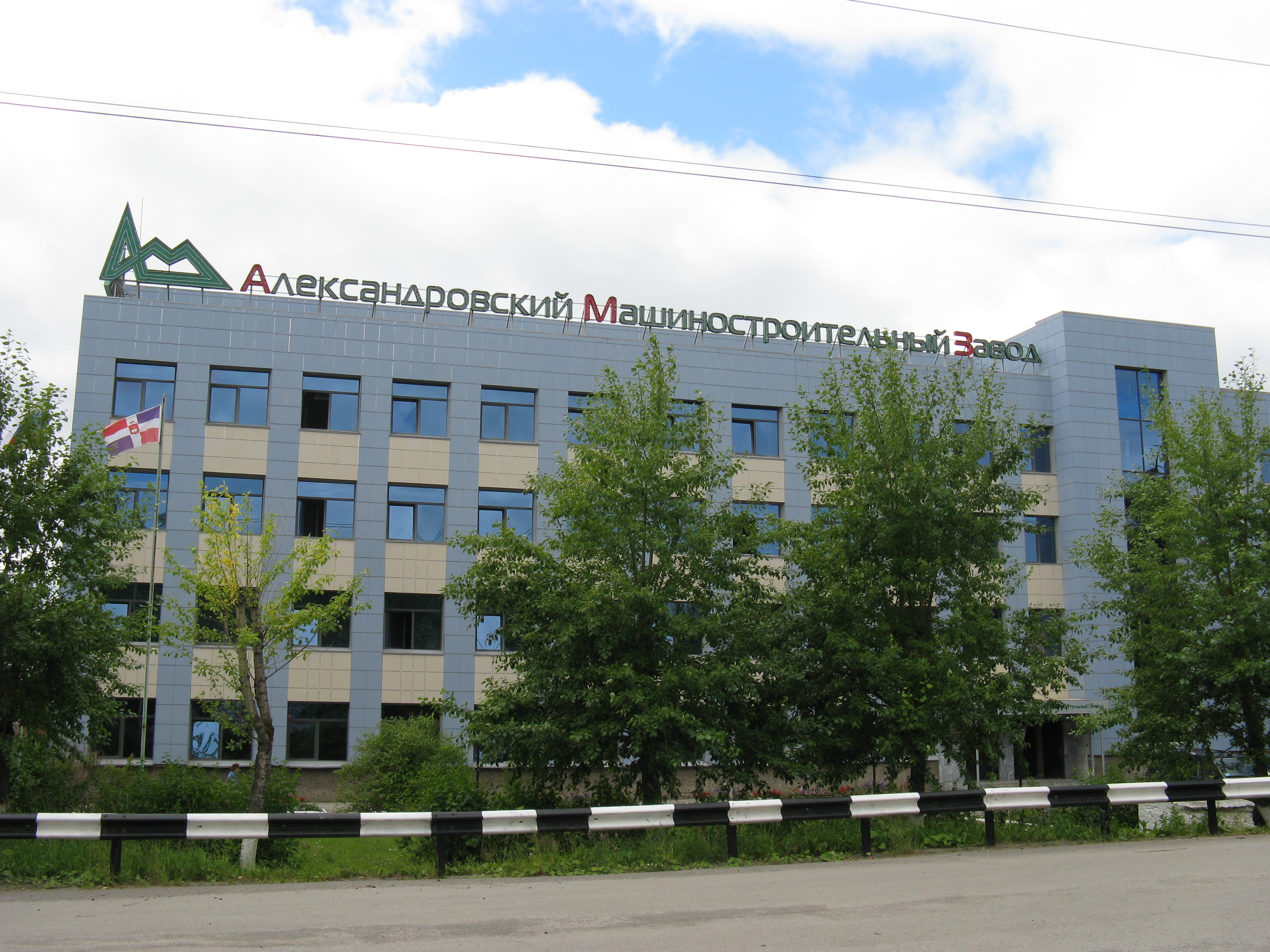
Maschinenfabrik

## Geschichte
Alexandrowsk entstand 1783 im Zusammenhang mit der Errichtung des zunächst nach dem Fluss Lytwinski Sawod genannten Eisenwerkes, welches in Folge nach dem Vornamen des späteren Besitzers den Namen Alexandrowski Sawod bekam. 1929 erhielt der Ort den Status einer Siedlung städtischen Typs und 1951 unter dem heutigen Namen Stadtrecht.

### Bevölkerungsentwicklung
| Jahr | Einwohner |
| ---- | --------- |
| 1939 | 7.572     |
| 1959 | 19.053    |
| 1970 | 18.286    |
| 1979 | 19.993    |
| 1989 | 20.073    |
| 2002 | 16.231    |
| 2010 | 14.495    |

Anmerkung: Volkszählungsdaten

## Kultur und Sehenswürdigkeiten
Im zu Alexandrowsk gehörenden Dorf Werch-Jaiwa existiert ein Heimatmuseum.

## Wirtschaft
Neben einer Maschinenfabrik für Bergbauausrüstungen gibt es Betriebe der Baumaterialien- und Holzwirtschaft.

## Söhne und Töchter der Stadt
- Juri Welikorodnych (* 1942), Marathonläufer